# Ext4
Das ext4 (englisch fourth extended filesystem) ist das vierte extended filesystem, das für den Linux-Kernel entwickelt wurde. Es ist der Nachfolger von ext3 und wie dieses ein Journaling-Dateisystem. Anders als bei ext3 ist das Journaling jedoch auch abschaltbar.

## Geschichte
ext4 wurde am 10. Oktober 2006 von Andrew Morton vorgestellt. Ab der Version 2.6.19 war eine vorläufige Testversion offizieller Bestandteil des Linux-Kernels. Mit dem Erscheinen von Linux 2.6.28 am 24. Dezember 2008 verließ ext4 das Hauptentwicklungsstadium und gilt als stabil. In Linux 4.3 wurde der Code des nativen Treibers für ext3 endgültig entfernt. Der ext4-Treiber unterstützt zukünftig weiterhin ext3.

## Technische Eigenschaften
ext4 benutzt 48 Bit große Blocknummern (ext3 hatte 32 Bit) und unterstützt so Partitionen oder Volumes, die bis zu 1 YiB groß sind (Volumes größer als 16 TiB erst ab e2fsprogs Version 1.42 vom 29. November 2011), im Gegensatz zu ext3, das nur 32 TiB zulässt (abhängig von der Größe einer Speicherseite in der jeweiligen Maschinenarchitektur, bei IA-32 zum Beispiel sind nur maximal 232 · 4 KiB = 16 TiB möglich). Auch kann die Adressierung von Dateien über Extents erfolgen, wobei Speichereinheiten zu einem zusammenhängenden Block zusammengefasst werden. Dies führt zu einer Reduzierung des Zusatzaufwands (RAM, E/A-Zugriffe und Transaktionen) für große Dateien, weil nur die Nummer des ersten Blocks und deren Anzahl gespeichert werden muss (und nicht jeder Block einzeln) und kann die Leistung im Betrieb steigern.
Seit Veröffentlichung im Kernel 2.6.19 sind folgende Verbesserungen implementiert worden:
- ab Kernel 2.6.23: mehr als 32.000 Unterverzeichnisse (Verzeichnisse: dir_nlink, Dateien: large_dir)
- ab Kernel 2.6.25: maximale Dateigröße so groß wie das gesamte Dateisystem (huge_file)
- ab Kernel 2.6.28: ext4 gilt als stabil
- ab Kernel 2.6.33: TRIM-Unterstützung (u. a. Parameter discard beim Einhängen)
- ab Kernel 3.0:    multiple mount protection (mmp)
- ab Kernel 3.2:    clustered block allocation (bigalloc)
- ab Kernel 3.6:    quota inodes in superblock (quota)
- ab Kernel 3.8:    data stored in inode and extended attribute area (inline_data)
- ab Kernel 3.16:   more extreme version of sparse_super (sparse_super2)
- ab Kernel 3.18:   metadata checksumming (metadata_csum)
- ab Kernel 4.1:    support for file-system level encryption (encrypt)
- ab Kernel 4.4:    store the metadata checksum seed in the superblock (metadata_csum_seed)
- ab Kernel 4.5:    project quota (project)
- ab Kernel 4.13:   Maximale Anzahl und Größe von erweiterten Attributen pro Datei erhöht (ea_inode)
- ab Kernel 4.13:   Maximale Anzahl von Dateien per Verzeichnis erhöht (large_dir)
- ab Kernel 5.2:    Case sensitivity kann nun optional ausgeschaltet werden (casefold)[13]
- ab Kernel 5.4:    Unterstützung von mit verity geschützten Dateien (verity)
- ab Kernel 5.5:    Unterstützung von als stable markierten inode Nummern und UUIDs (stable_inodes)

Jede dieser Verbesserungen in einer neuen ext4-Version im Linux-Kernel bringt es mit sich, dass damit formatierte Volumes, z. B. auf (Wechsel-)datenträgern, auf einem anderen System mit älterer Version des Kernels nicht gelesen werden können, sofern man auf dem Datenträger die neu hinzugekommenen Funktionen nicht zuvor abschaltet, wofür Hilfsprogramme zur Verfügung stehen. Die meisten Distributionen verwenden beim Formatieren Voreinstellungen, die bestimmte neuere Funktionen automatisch aktivieren.
Weitere Verbesserungen gegenüber ext3/ext2:
Extents
Die wichtigste Neuerung in ext4. Andere Dateisysteme wie z. B. JFS oder XFS bieten diese Funktion schon lange. Es bringt Geschwindigkeitsvorteile bei der Verwaltung großer Dateien und beugt der Fragmentierung vor.
Funktionsspezifische mount-Optionen: extent. Diese Option ist nicht in der Manpage gelistet, da sie standardmäßig genutzt wird, wenn eine entsprechende ext4-Partition damit eingerichtet wurde oder eine bestehende ext3-Partition zu einer ext4-Partition mit der tune2fs Option -O extent konvertiert wurde.
Verbesserte Zeitstempel
ext4 bietet Zeitstempel auf Nanosekunden-Basis. Des Weiteren Unterstützung für Datei-Erzeugt-Datumsstempel (crtime).
Online-Defragmentierung
Defragmentierung, während die Partition eingehängt ist. Funktion derzeit noch nicht fertiggestellt.
Journal mit Prüfsummenunterstützung
Diese Funktion ist abwärtskompatibel zu älteren Kernelversionen und wird von diesen ignoriert.
Funktionsspezifische mount-Optionen: journal_checksum
Mehrfache Voraballokation von Dateiblöcken und Inodes
Resultiert in effizienteren Schreibvorgängen.
Funktionsspezifische mount-Optionen: nomballoc, mballoc (beide nicht in man-pages gelistet), oldalloc, orlov (default)
Zeitverzögerte Allokation von Dateiblöcken und Inodes.
Derzeit nur im „data=writeback“-Journaling-Modus, spätere Versionen sollen auch den „data=ordered“-Modus unterstützen. Resultiert in weniger CPU-Last und weniger Fragmentierung.
Funktionsspezifische mount-Optionen: nodelalloc, delalloc
TRIM-Unterstützung
Seit Kernel 2.6.33 kann über die Mountoption discard/nodiscard festgelegt werden, ob ext4 das Freiwerden von Speicherbereichen per TRIM-Befehl an das eingehängte Gerät meldet; unterstützt wird dies von SSDs und dem Device Mapper (bei „thin provisioning“).
Bei bestehenden ext3-Partitionen können einige der ext4-Features ohne Neuformatierung aktiviert werden.
ext2- und ext3-Partitionen können eingehängt werden, als wären sie ext4-Partitionen. Daraus ergeben sich durch Optimierung im ext4-Treiber bereits kleine Leistungsgewinne.

## Transparente Verschlüsselung
Seit Kernel 4.1 unterstützt ext4 Verschlüsselung. Diese wurde zunächst von Google entwickelt und in ext4 direkt eingebaut; seit Kernel 4.6 ist die Verschlüsselung unter dem Namen fscrypt eine eigene Bibliothek im Linux-Kernel, welche über Hooks in Dateisystemen genutzt werden kann. Neben ext4 haben derzeit F2FS und UBIFS Unterstützung für fscrypt implementiert. Das Keyhandling wird über den Kernelkeyring gemanagt.
Mit e4crypt existiert eine Referenzimplementation für ein Userspace-Tool zum Anlegen von Schlüsseln und Aktivieren der Verschlüsselung für Verzeichnisse. Eine alternative Implementation sind die Tools fscryptctl und fscrypt.
Voraussetzungen:
- Blocksize des ext4-Dateisystems muss zur Pagesize des Systems passen
- Kernel ab 4.1 notwendig.

Eigenschaften:
- Transparente Verschlüsselung. D. h. kein extra Softwarelayer wird auf das Dateisystem aufgesetzt wie z. B. bei ecryptfs. Es lassen sich einzelne Ordner oder das ganze Dateisystem verschlüsseln.
- Keyhandling über Keyring des Kernels.
- Verschlüsselung erfolgt Ordnerweise: Es wird ein leeres Verzeichnis erstellt und diesem anschließend eine Policy (ein Key) vergeben. Danach kann man in dieses Verzeichnis Dateien kopieren und Ordner anlegen, die in Folge alle verschlüsselt sind.
- Ein verschlüsseltes Verzeichnis kann nur verschlüsselte Dateien enthalten.
- Verschlüsselung kann bei Erstellung des ext4-Dateisystems oder nachträglich aktiviert werden.
- Salt und Passphrasenhash werden im Superblock des ext4-Dateisystems abgelegt. Daraus wird der Key gebildet.
- Es können mehrere Keys für verschiedene Verzeichnisse verwendet werden.

Nachteile:
- Dateiattribute wie Datum und Größe bleiben weiter unverschlüsselt. Lediglich der Inhalt der Datei und ihr Name werden verschlüsselt.
- Das Verzeichnis '/' darf nicht verschlüsselt werden, beim Versuch dies zu tun, wird ab Kernel 4.13 eine Fehlermeldung generiert.
- Unverschlüsselte Dateien können nicht nachträglich verschlüsselt werden, dazu müssen sie in einen verschlüsselten Ordner kopiert werden.

## Nachteile
Zeitverzögerte Allokation von Dateiblöcken und Inodes erhöht das Risiko von Datenverlust bei Abstürzen oder Stromausfall. In Kernel Version 2.6.30 wurde dieses Problem gegenüber früheren Versionen entschärft.